# WISE 0500-1223
WISE 0500-1223 (= EQ J0500-1223) is een bruine dwerg in het sterrenbeeld Eridanus, met een magnitude van +17,78 en met een spectraalklasse van T8. De ster bevindt zich 38,5 lichtjaar van de zon.